# Red Arrows
Die Red Arrows (dt. übersetzt: Rote Pfeile) sind das Kunstflugteam der britischen Luftwaffe Royal Air Force. Sie gelten als eine der besten Kunstflugstaffeln weltweit.

## Geschichte

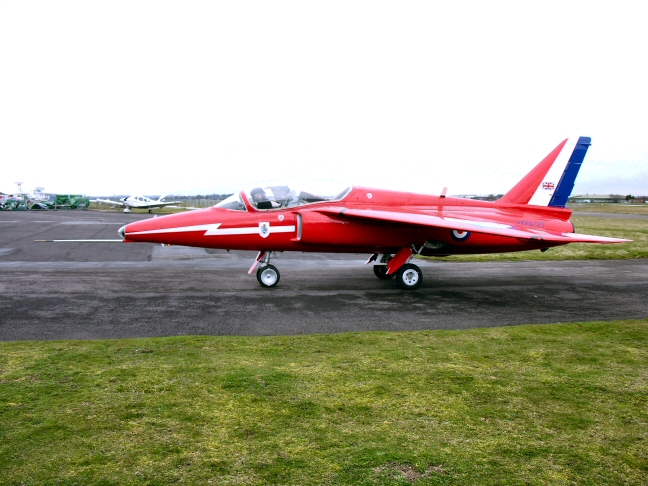
Eine alte Gnat T.Mk.1

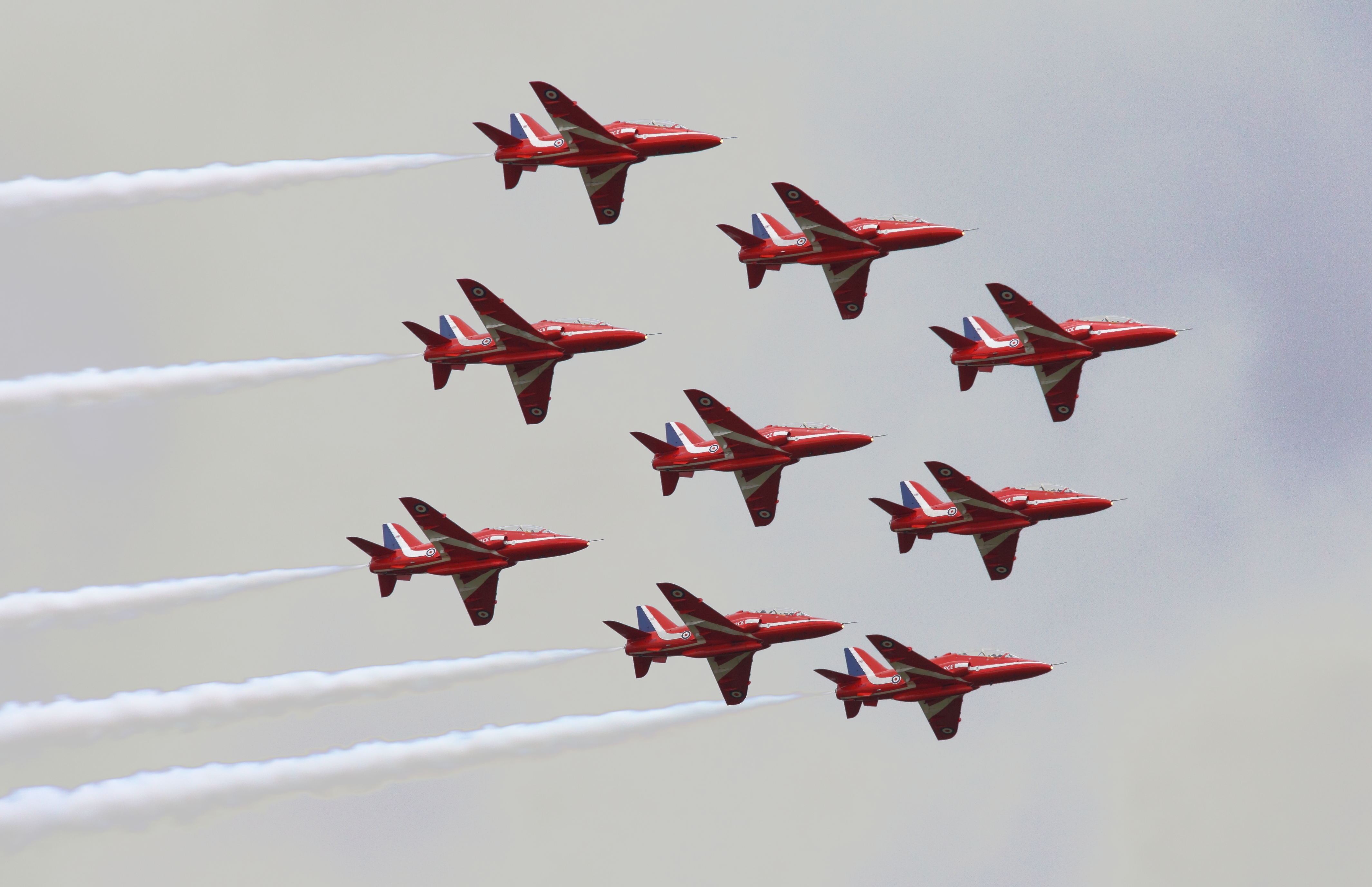
Red Arrows in Formation Diamond Nine

Bis 1964 gab es innerhalb der Royal Air Force eine Vielzahl von kleinen Kunstflugstaffeln. Darunter waren z. B. auch die Vorgänger als Black Arrows aufgetreten. Die Piloten betrieben hierbei den Kunstflug als Hobby in ihrer Freizeit, eine Tradition die bis in das Jahr 1920 zurückreicht. 1964 wurden die Einrichtung eines professionellen Kunstflugteams und die Auflösung der bestehenden Staffeln beschlossen.
Am 6. Mai 1965 starten die Red Arrows zu ihrer ersten Flugvorführung von der Luftwaffenbasis Little Rissington. Noch im selben Jahr folgten Vorführungen in Frankreich und Deutschland um die neue Staffel der Öffentlichkeit zu präsentieren. Bereits in dieser ersten Saison absolvierte das Team 65 Vorführungen. Ursprünglich bestand das Team aus 7 roten Strahltrainern vom Typ HS Gnat T.Mk.1 Flugzeugen, die ursprünglich von der Firma Folland Aircraft Limited produziert wurden. Dies war das Schulungsflugzeug der Central Flying School, RAF Kemble. Seit 1968 fliegt die Staffel als damals weltweit einziges Kunstflugteam mit 9 Maschinen. Die italienischen Frecce Tricolori fliegen die meisten Formationen ebenfalls mit neun Flugzeugen, allerdings ergänzt durch eine zehnte Maschine die Einzelmanöver vorführt. Bei Überflügen nutzen sowohl die Frecce Tricolori wie auch die französische Patrouille de France, die normalerweise mit acht Maschinen fliegt, seit den siebziger Jahren ebenfalls neun Flugzeuge.
1980 wurden die bisherigen Gnat Flugzeuge gegen die moderneren BAE Hawk ausgetauscht, mit denen die Red Arrows bis heute fliegen. Bis 2022 war das Team auf der Luftwaffenbasis RAF Scampton in Lincolnshire beheimatet. Aufgrund der Schließung der Basis zog das Team auf den nahe gelegenen Stützpunkt RAF Waddington um. Seit 1986 trainieren die Red Arrows jährlich während des Winters auf der britischen Basis RAF Akrotiri auf Zypern aufgrund der besseren Wetterverhältnisse.
Bis zum Beginn des Jahres 2022 haben die Red Arrows insgesamt über 5000 Vorführungen in 57 Ländern geflogen, davon 170 in Deutschland. Legendär sind die jährlichen Auftritte beim Royal International Air Tattoo in RAF Fairford sowie die Flypasts mit außergewöhnlichen Flugzeugen wie der Concorde oder der B-2 Spirit bei offiziellen Anlässen. Sie werden zudem regelmäßig bei der Präsentation neuer Flugzeuge von Airbus eingesetzt.

## Zusammensetzung des Teams
Die Red Arrows bestehen aus neun Piloten. Zu Jahresbeginn können sich Kampfjet-Piloten der Royal Air Force, deren Leistungen als überdurchschnittlich bewertet wurden, bewerben um in das Team aufgenommen zu werden. In einem entsprechenden Auswahlverfahren werden dann generell drei der Bewerber für das Team ausgewählt. Diese verbleiben meist über drei Jahre bei den Red Arrows. Das Durchschnittsalter der Piloten liegt bei 33 Jahren.

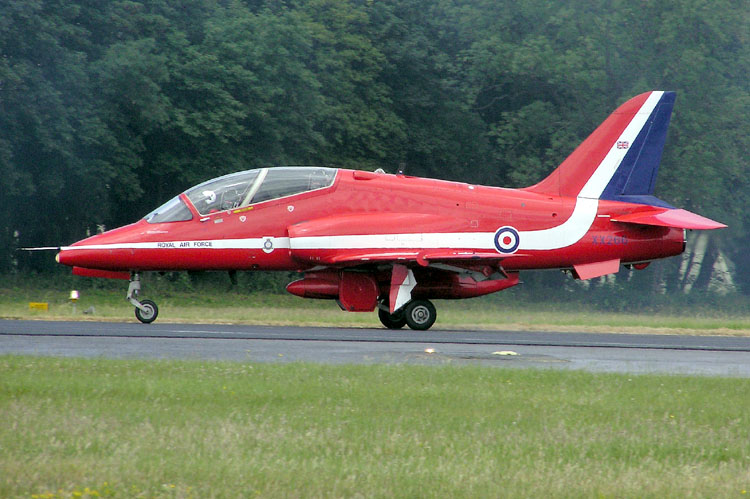
Jet der Red Arrows

Einzelmanöver

Zusätzlich gibt es den Team Leader, welcher die Manöver der Red Arrows koordiniert. Er wird aus ehemaligen Piloten der Staffel ausgewählt, die bereits drei Jahre bei den Red Arrows geflogen sind. In der Regel wird derjenige zum Team Leader, welcher während seiner regulären 3-jährigen Tour zum „Synchro Leader“ ausgewählt wurde (s. u.). Der Team Leader ist für erneute 3 Jahre Bestandteil des Teams und ist der einzige Pilot der Formation, der alle Jahre in der gleichen Position, die Red 1, fliegt. Red 1 ist die Spitzenposition in der berühmten Formation Diamond Nine. Alle anderen Piloten rotieren nach Ablauf einer Saison für das nächste Jahr auf eine andere Position innerhalb der Formation.
Gelegentlich ist bei Flugvorführungen eine 10. Maschine der Red Arrows zu sehen, die von einem weiteren Piloten der Royal Air Force geflogen wird. Dieses Flugzeug filmt die Flugmanöver bzw. macht Fotoaufnahmen, die sowohl für die Auswertung der Vorführungen, wie auch zur späteren Veröffentlichung dienen. Die 10. Maschine dient gleichzeitig als Ersatzflugzeug, sollten an einem der neun regulären Jets Störungen auftreten. Für den Fall, dass einer der Piloten erkrankt, ist bewusst kein Ersatz vorgesehen. So kann es vorkommen, dass die Staffel mit nur acht Flugzeugen auftritt. Dies dient der Sicherheit, da ein Ersatzpilot aufgrund der komplexen Manöver niemals in der Lage wäre, alle Positionen jedes einzelnen Flugzeugs während der unterschiedlichen Manöver perfekt fliegen zu können.
Besondere Anforderungen werden an die Piloten mit den Flugzeugnummern 6 und 7 gestellt. Diese Piloten stellen das sogenannte Solistenpaar, im Original „Synchro Pair“ des Teams, was im „zweiten Programmteil“ der Show von der „Restformation“ bis auf wenige Figuren getrennt bleibt und hauptsächlich für spektakuläre Begegnungsmanöver verantwortlich ist. Die ersten fünf Maschinen werden unter eingefleischten Fans Enid oder The famous five, die verbliebenen Vier inklusive des Solistenpaars Gypo genannt. Legendär ist bei jeder Show der Red Arrows der Gypobreak.

## Sicherheit
Die Red Arrows halten bei ihren Vorführungen generell größere Sicherheitsabstände zum Publikum ein als international vorgeschrieben. Alle Flugzeuge der Staffel verfügen über mehrere Back-Up-Systeme, die die Maschinen absichern, falls technische Probleme auftreten sollten.

## Die Formationen
Der Formationsname ist eine Bezeichnung für die jeweils zu fliegende Kunstflugfigur, welche die Flugzeuge in engem Abstand (ca. zwei bis drei Meter) gemeinsam fliegen. Hier einige Beispiele für die Vorführsaison 2007:
- Big Battle to Short Diamont Loop mit 9 Flugzeugen
- Caterpillar ein Looping mit 5 in pfeilform gestaffelten Flugzeugen, in der Konfiguration 1-2-2
- Champagne Split mit 9 Flugzeugen
- Concorde mit 9 Flugzeugen
- Corkscrew mit 4 Flugzeugen
- Diamond 9 Arrival mit 9 Flugzeugen, die einen Diamanten darstellen, in der Konfiguration 1-2-3-2-1.
- Diamond to Swan Bend mit 9 Flugzeugen
- Double Rolls mit 2 Flugzeugen
- Eagle to Chevron Roll mit 9 Flugzeugen
- Gypo Break mit 4 Flugzeugen
- Gypo Pass mit 4 Flugzeugen
- Goose to Sleep Climb mit 6 Flugzeugen
- Heart mit 3 Flugzeugen
- Lancaster Pullover Up mit 9 Flugzeugen in der Konfiguration 1-4-1-1-2
- Lancaster 1/4 Clover to 5-4 Split mit 9 Flugzeugen
- Mirror Roll mit 4 Flugzeugen
- Opposition Barrel Rolls mit 2 Flugzeugen
- Rollback mit 5 Flugzeugen
- Short Diamond to Eagle Bend mit 9 Flugzeugen
- Swan to Apollo Roll mit 9 Flugzeugen in der Konfiguration 1-2-1-2-3
- Tango Bend to Big Battle mit 5 Flugzeugen
- Vertikal Break mit 5 Flugzeugen
- Vixen Loop ein Looping mit 7 Flugzeugen
- Vixen Break mit 7 Flugzeugen.
- Zyklon mit 4 Flugzeugen

## Unfälle
In der vierzigjährigen Geschichte des Teams gingen bisher 17 Flugzeuge verloren, acht Piloten und ein Mechaniker wurden getötet. Der letzte Flugzeugverlust ereignete sich im März 2018.
- Am 16. Dezember 1969 fing das Triebwerk einer Gnat während eines Übungsfluges von der Luftwaffenbasis RAF Kemble Feuer. Die Bodenkontrolle forderte jedoch versehentlich den Piloten einer anderen Maschine auf, mit dem Schleudersitz auszusteigen, so dass sich sowohl der Pilot der brennenden Maschine, wie auch der einer weiteren mit dem Schleudersitz retteten. Beide Flugzeuge gingen verloren.
- Am 13. November 1970 fällt während eines Übungsfluges das Triebwerk einer Gnat aus, der Pilot rettet sich mit dem Schleudersitz.
- Am 20. Januar 1971 berühren sich während eines Übungsfluges die Tragflächen zweier Maschinen, die daraufhin abstürzen. Alle vier Besatzungsmitglieder der beiden Maschinen werden getötet. Es ist bis heute der schwerste Unfall der Red Arrows.
- Am 3. März 1978 berührt eine Maschine während eines Tiefflugmanövers auf der Basis RAF Kemble den Boden und stürzt ab. Beide Besatzungsmitglieder sterben.
- Am 22. Mai 1979 fällt das Triebwerk einer Gnat aus, der Pilot rettet sich mit dem Schleudersitz.
- Am 17. Mai 1980 kollidiert eine Hawk bei einer Vorführung in Brighton mit dem Mast einer Yacht und stürzt ab, der Pilot rettet sich mit dem Schleudersitz.
- Am 21. März 1984 berührt eine Maschine während eines Übungsfluges auf Zypern den Boden, der Pilot rettet sich mit dem Schleudersitz.
- Am 31. August 1984 tritt während einer Flugvorführung in Sidmouth ein Fehler am Triebwerk auf. Der Pilot steuert das Flugzeug auf das offene Meer und rettet sich mit dem Schleudersitz.
- Am 3. November 1986 gerät eine Hawk bei einem Übungsflug von der Luftwaffenbasis RAF Scampton in den Abgasstrahl der vorausfliegenden Maschine, was zu einem Triebwerksausfall führt. Der Pilot rettet sich mit dem Schleudersitz.
- Am 16. November 1987 berühren sich zwei Maschinen während eines Übungsfluges bei Scampton. Die Piloten beider Flugzeuge retten sich mit dem Schleudersitz.
- Am 24. Juni 1988 stürzt eine Hawk während des Startvorganges von Scampton ab, der Pilot wird schwer verletzt.
- Am 23. März 2010 stürzt eine Hawk nach einer Kollision mit einer weiteren Hawk auf die Landebahn des Flughafens von Kastellani auf Kreta. Der Pilot konnte sich mit dem Schleudersitz retten und wurde leicht verletzt in ein Krankenhaus eingeliefert. Die andere Hawk konnte trotz Beschädigung erfolgreich gelandet werden. Der Unfall ereignete sich während eines Trainingsfluges.[3]
- Am 20. August 2011 stürzte eine Hawk nach einer Vorführung im Rahmen des Bournemouth Air Festival in der Nähe des Flughafens auf ein Feld ab. Der Pilot kam dabei ums Leben, andere Verletzte gab es nicht.[4]
- Am 8. November 2011 starb ein Pilot auf dem Flughafen RAF Scampton, nachdem sich der Schleudersitz seines am Boden stehenden Flugzeuges bei Überprüfung der Maschine vor einem Flug gelöst hatte. Eine gerichtliche Untersuchung stellte die Schuld des Schleudersitzherstellers Martin-Baker Aircraft Company fest und verurteilte den Hersteller zu einer Geldstrafe und Übernahme der Prozesskosten[5][6]
- Am 20. März 2018 stürzte eine Hawk kurz nach dem Start um 13:30 Uhr GMT bei einem Trainingsflug auf dem militärischen Teil des Flughafens von Anglesey RAF Valley in Wales ab. Ein Mechaniker an Bord des Flugzeuges erlitt tödliche Verletzungen, der Pilot überlebte verletzt.[7]

## Trivia

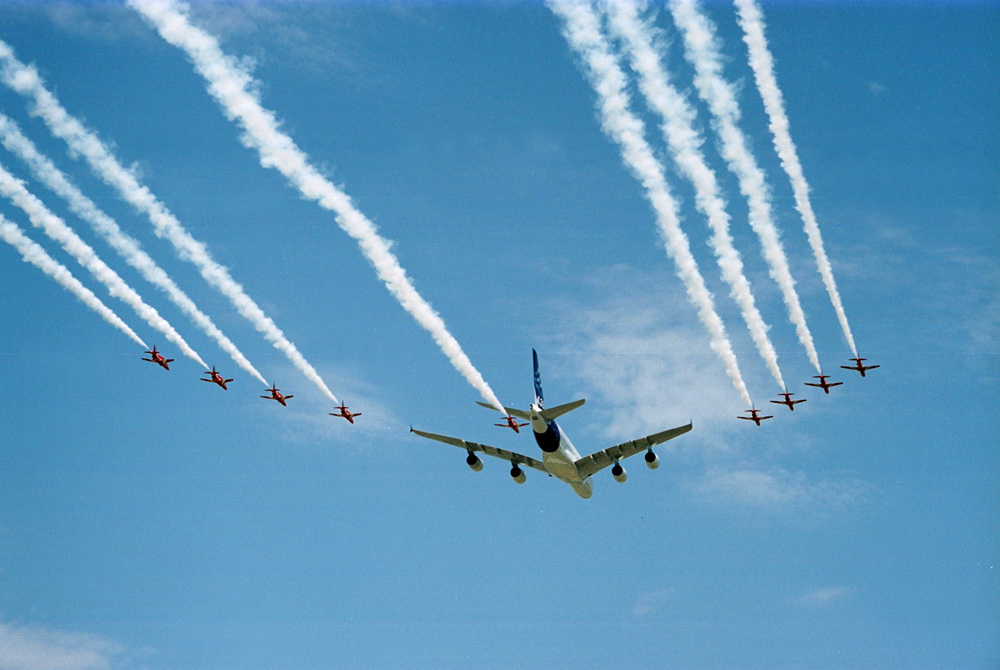
Red Arrows und der Airbus A380

- Am 14. Juli 2004 waren die Red Arrows das erste ausländische Kunstflugteam das den Überflug über die Champs-Élysées anlässlich des französischen Nationalfeiertages anführen durfte.
- Eine Flugvorführung der Red Arrows in Jordanien beeindruckte 1966 einen jordanischen Geschäftsmann so sehr, dass seine Firma umgehend 1 Million Ansichtskarten mit Motiven der Red Arrows bestellte.
- Inklusive des Jahres 1988 absolvierten die Red Arrows 170 Vorführungen in Deutschland, mehr als in jedem anderen Land außerhalb der britischen Inseln; die letzte am 22. August 1988 am Flugtag in Wildenrath – genau eine Woche vor dem Flugtagunglück von Ramstein. Seitdem waren die Red Arrows lediglich zu einigen Tankstopps in Deutschland, zunächst noch auf Basen der RAF Germany wie der RAF Gütersloh, zuletzt auf dem Flughafen Hannover am 30. August 2003.[8]
- Während der International Bodensee Airshow (IBAS) im August 1998 waren die Red Arrows gemeinsam mit den Frecce Tricolori auf dem Flughafen Friedrichshafen am Bodensee in Deutschland stationiert, und flogen lediglich zu den Vorführungen über den Bodensee auf die Schweizer Seite. Dabei wurden auch über Friedrichshafen beim Landeanflug Manöver in Formation geflogen.
- Die Red Arrows eröffneten als letztes Flugschauteam Europas inklusive der Saison 1997 ihre Show noch traditionell aus dem Rücken des Publikums, während alle anderen Teams dies nach dem Flugtagunglück in Ramstein 1988 bereits nicht mehr taten. Elf Jahre später, zur Saison 2008, fliegen die Red Arrows ihr Programm wieder von hinten an.

## Verweise
- Royal Air Force
- Kunstflug